# Charlotta Perers

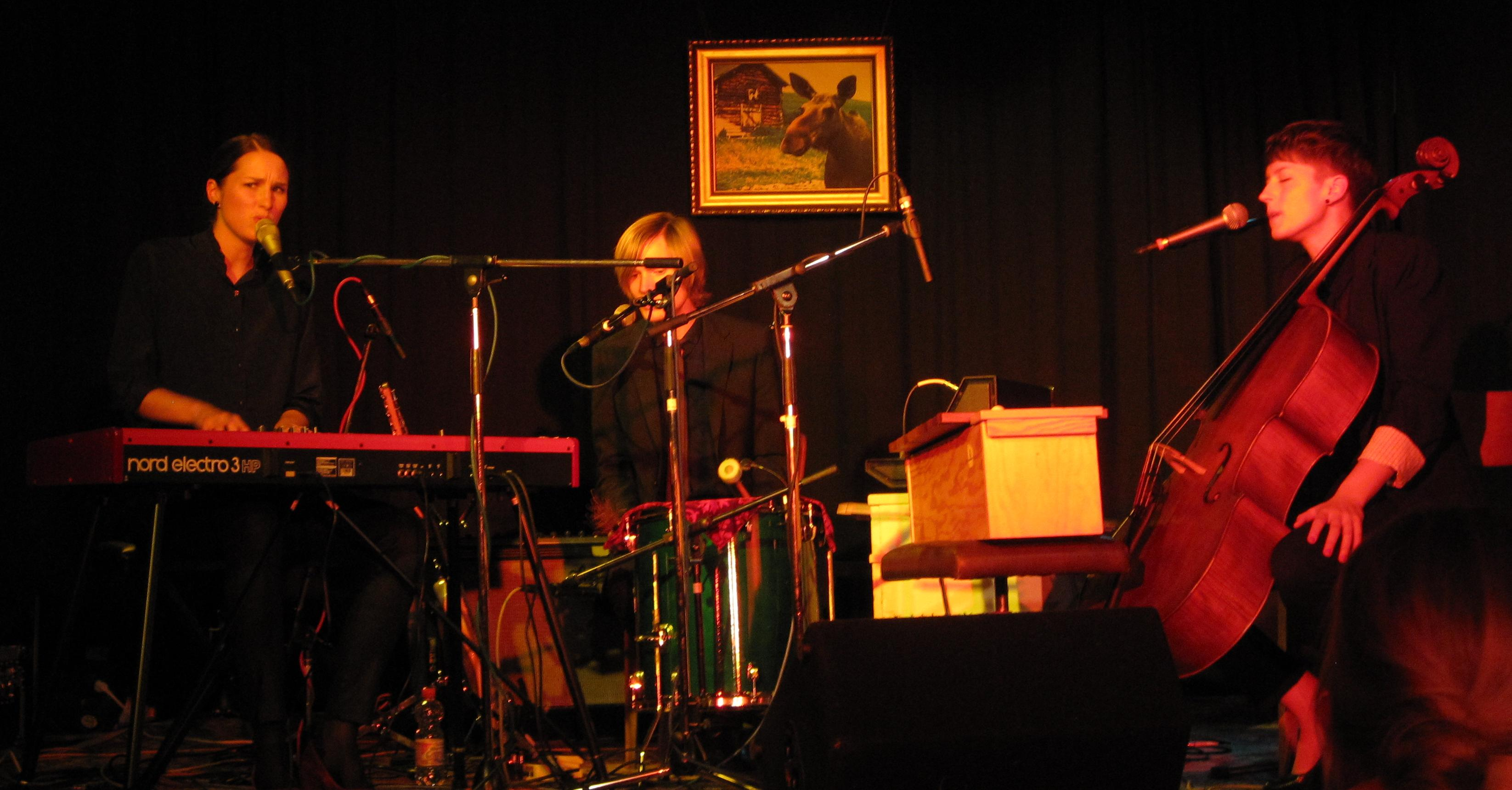
Big Fox, Albin Johansson och Gerda Holmquist (2012)

Hedvig Charlotta Matilda Perers, känd även under artistnamnet Big Fox, född 11 februari 1982, är en svensk sångerska, musiker och låtskrivare, bosatt i Malmö.
Perers spelar främst piano och skriver sin egen musik i en ofta poetisk, melankolisk stil och samarbetar ofta med cellisten Gerda Holmquist och övriga medlemmar av Vindla String Quartet samt multi-instrumentalisten Albin Johansson. 1 december 2011 utkom hennes första album, Big Fox, på skivbolaget Hybris, följt av konsertturné 2012 i bland annat Tyskland.

## Diskografi

### Album
- 2011 - Big Fox
- 2013 - Now
- 2020 - See How The Light Falls